# Pedaria picea
Pedaria picea är en skalbaggsart som beskrevs av Fahraeus 1857. Pedaria picea ingår i släktet Pedaria och familjen bladhorningar. Inga underarter finns listade i Catalogue of Life.